# William Darwin Fox
Pour les articles homonymes, voir Darwin et Fox.
Le révérend William Darwin Fox, né le 23 avril 1805 dans le Derbyshire et mort le 8 avril 1880 à Sandown (Île de Wight), est un prêtre de l'Eglise anglicane, naturaliste et cousin germain de Charles Robert Darwin.

## Biographie

### Enfance
Fox est né en 1805 et passe ses premières années au manoir de Thurleston près d'Elvaston dans le Derbyshire, puis à partir de 1814 à Osmaston Hall dans l'Osmaston à environ 4 km au sud de Derby. Fox est le fils de Samuel Fox (1765-1851) et de sa seconde femme, Ann Darwin (1777-1859), elle-même fille de William Alvey Darwin (1726-1783) et de Jane Brown (1746-1835), et nièce d'Erasmus Darwin (1731-1802). Il fréquente la Repton School.
Comme son cousin Charles Darwin, Fox se prépare à une carrière ecclésiastique à l'Université de Cambridge. Il est également naturaliste et entomologiste, collectionnant en particulier les scarabées. A Cambridge, Fox et Darwin deviennent amis, et Fox devient le mentor de son jeune cousin en histoire naturelle. Darwin écrit dans son autobiographie :

« Je fus initié à l'entomologie par mon cousin W. Darwin Fox, un homme intelligent et des plus plaisants, qui était alors au Christ's College, et avec qui je suis devenu extrêmement intime. »

Ce fut également Fox qui présente Darwin à John Stevens Henslow qui chaque semaine accueille chez lui, le soir, des étudiants intéressés par les sciences.
Darwin passe trois semaines avec Fox à l'Osmaston Hall lors de l'été 1829. La propriété, avec ses 16 km2 de dépendances, appartenait à la famille Wilmot-Horten, et est cédée à bail à la famille Fox de 1814 à 1887 avant d'être, finalement, vendue en 1888 au Midland Railway. En 1938 les bâtiments sont démolis et l'endroit est maintenant une aire industrielle, surtout connue pour son usine de moteur de Rolls-Royce.
Toute sa vie, Fox reste régulièrement en contact avec Charles Darwin, et l'abondante correspondance qu'ils ont échangée contient des commentaires sur le travail et la vie privée de Darwin.

### Vicaire de campagne

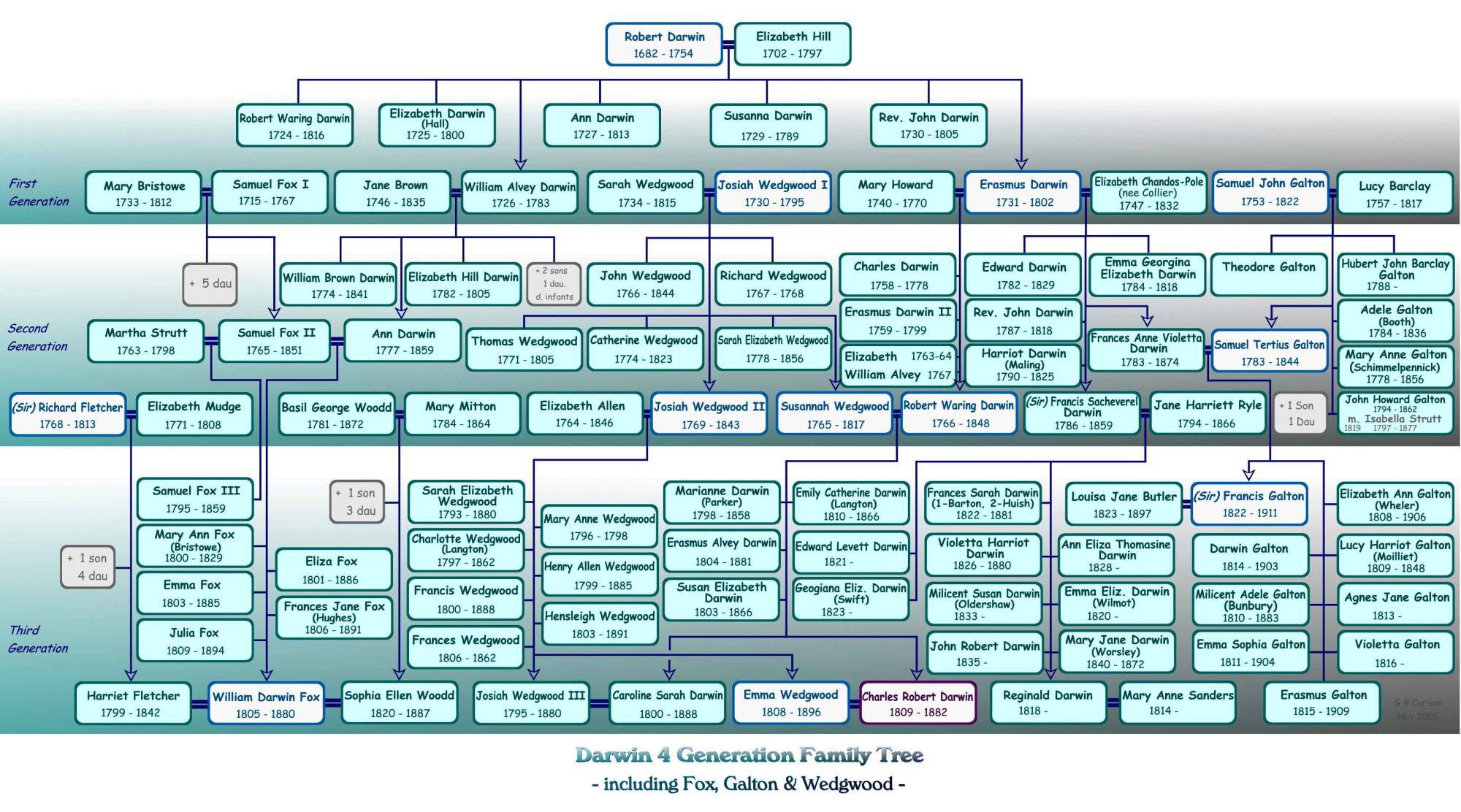
Arbre généalogique des familles Darwin - Fox - Galton - Wedgwood

Fox obtient son diplôme à Cambridge en hiver 1829 et devient vicaire à Epperstone, près de Nottingham. Il est contraint de quitter son poste pour raison de santé en 1833 et passe sa convalescence à Sandown, sur l'île de Wight. C'est là qu'il rencontre sa première femme, Harriet Fletcher, qu'il épouse en 1834. Fox retourne à Epperstone pour peu de temps mais part finalement s'installer à Delamere dont il est curé jusqu'en 1873.
Un article de la London Gazette du vendredi 6 avril 1838 nous apprend :

« La Reine a eu le plaisir de présenter le Rev. William Darwin Fox, M.A. pour la cure de Delamere dans le diocèse et le comté de Chester, etc. »

À Delamere, Fox est un membre très actif de la communauté locale et spécialement à l'école où il enseigne. École qui se nomme toujours la Fox's school. Il se retire en 1873 pour des raisons de santé.

### Homme de lettres
Les lettres que Charles Darwin envoie à Fox sont reconnues comme une source importante d'informations sur la vie de Darwin par son fils Francis Darwin, et par de nombreux biographes. Certaines sont publiées dans Life and Letters of Charles Darwin (Édité par F. Darwin, 1887). La plupart d'entre elles se trouvent au Christ's College à Cambridge. Certaines des lettres que Fox envoie à Darwin existent toujours. Darwin utilise dans ses livres de nombreuses informations provenant de son cousin.
Fox tient également un journal entre l'âge de 18 ans et 1878. Seule manque l'année 1828, alors qu'il réside au Christ's College à Cambridge avec Charles Darwin. Une copie sous microfiche de ce journal se trouve à la librairie de l'Université de Cambridge. Fox n'accepta jamais totalement l'explication de Darwin concernant l'évolution.
Fox, avec son raisonnement non scientifique mais néanmoins logique, contribue à la compréhension de la géologie du Solent, le bras de mer qui sépare l'île de Wight de l'Angleterre et de la façon dont l'île de Wight se retrouve séparée de l'Angleterre, lorsqu'il répond à un correspondant dans le Geologist (Fox 1862).
Lorsque Fox se retire de son poste de vicaire de Delamere en 1873, il retourne sur l'île de Wight pour vivre à "Broadlands", Sandown, jusqu'à sa mort en 1880 ; c'est là qu'il est enterré.

### Mariages et enfants
Fox se marie à deux reprises et a 17 enfants. Sa première femme est Harriet Fletcher, (1799–1842), la fille de Sir Richard Fletcher et Elizabeth Mudge. Ils se marient en 1834 et ont : une fille mort-née en 1834, Eliza Ann (Sanders),1836 - 1874; Harriet Emma (Overton), 1837 - ; Agnes Jane, 1839 - 1906; Julia Mary Anne (Woods), 1840 - ; Samuel William Darwin, 1841.
Sa seconde épouse est Ellen Sophia (1820–1887), fille de Basil George Woodd et de Mary Mitton de Hillfield, Hampstead. Ils se marient en 1846. Ils ont les enfants suivants : Charles Woodd, 1847 - 1908; Frances Maria (Pearce) 1848 - 1921, Robert Gerard, 1849 - 1909; Louisa Mary, 1851 - 1853; Ellen Elizabeth (Baron Dickinson Webster - 1st cousins once removed), 1852 - ;  Theodora, 1853 - 1878; Gertrude Mary (Bosanquet), 1854 - 1900; Frederick William, 1855 - ; Edith Darwin, 1857 - ; Erasmus Pullien, 1859 - ; Reginald Henry, 1860 - ; Gilbert Basil, 1865.
En 1852, dans une lettre à Fox qui venait d'avoir son 10e enfant, Charles Darwin fait une allusion amusée à la taille de la famille Fox et aux désordres que suscitaient les garçons comparés aux filles.

## Source
- (en) Cet article est partiellement ou en totalité issu de l’article de Wikipédia en anglais intitulé « William Darwin Fox » (voir la liste des auteurs).